# Parc naturel de Somiedo
Le parc naturel de Somiedo (Parque natural de Somiedo, en espagnol) est un espace protégé situé dans la communauté autonome des Asturies, en Espagne. Il a été créé le 10 juin 1988 (Loi 2/88). 
Le parc est également une réserve de biosphère, reconnue par l'Unesco depuis 2000.

## Statuts
Le parc dispose de différents statuts de protection :
- Parc naturel depuis 1988 ;
- Réserve de biosphère depuis 2000 ;
- Lieu d'importance communautaire de Somiedo ;
- Zone de protection spéciale pour les oiseaux.